# Platon
Platon (på græsk: Πλάτων), født ca. 428 f.Kr., død 348 f.Kr., var en græsk filosof. Han var elev af Sokrates og var grundlægger af Platons akademi. Platon er den primære kilde til vores viden om Sokrates. Skellet mellem Platons tanker og Sokrates´ tanker er ikke klart.
Platon fremsatte sine synspunkter i form af dialoger mellem Sokrates og borgere fra Athen. Platons synspunkter udviklede sig, men han kommenterede aldrig denne udvikling. Han lod bare Sokrates fremføre modsatte synspunkter i en senere dialog og tog ikke afstand fra sine tidligere synspunkter. Han udtrykte ofte sine teorier i lignelser og myter, såsom hulelignelsen og myten om Atlantis.
Platon er en af de mest indflydelsesrige filosoffer i vestlig filosofi.

## Forholdet til Sokrates
Platon var elev af Sokrates, og han var en af de mange unge mænd, der flokkedes om Sokrates, når denne gik rundt i Athen, hvor han indlod sig i diskussion med hvem som helst. Sokrates var ingen skønhedsåbenbaring og lagde ingen vægt på sit ydre. De fleste kilder beskriver ham som uskøn, tyk, skaldet og med udstående øjne. Alligevel flokkedes de unge, særligt de fornemme, om ham. Han havde en særlig tiltrækningskraft ved den måde, han talte på og fremlagde en sag på.
Mange af Platons skrifter er dialoger, da de typisk former sig som en samtale mellem Sokrates og en af hans tilhørere - med Sokrates som den dominerende samtalepartner. Det er vanskeligt, for ikke at sige umuligt, at afgøre, hvilke tanker der stammer fra den historiske Sokrates, og hvilke tanker der stammer fra Platon selv. Spørgsmålet er omstridt blandt Platonforskere. De fleste mener, at den historiske Sokrates er mest fremtrædende i de tidlige dialoger, mens Platons egne tanker i højere grad kommer frem i de senere dialoger, idet han her lægger sine egne tanker i munden på Sokrates.
Under alle omstændigheder er der tale om et udpræget sammenfald mellem Platons tanker og Sokrates´ tanker.

## Platons filosofi

### Fænomener og ideer
Ifølge Platon findes der to forskellige "verdener" eller sfærer: fænomenverdenen og ideverdenen. Fænomenverdenen er den kendte fysiske verden, som indeholder de kendte fysiske ting: Mennesker, dyr, planter, sten, osv. Disse fysiske ting kalder Platon fænomener, fordi de er det, der viser sig for vores fysiske sanser. Ordet "fænomen" er græsk (fainomenon, φαινόμενον) og betyder "det, der viser sig".
Ideverdenen er en højere, abstrakt, åndelig verden, der ligger bag ved fænomenverdenen. Det er en usynlig verden - en verden som ikke viser sig for de fysiske sanser. Det er en verden, som kan vise sig for fornuften. Det er en verden, som vi kan tænke os til, og som vi kan forstå. Ideverdenen indeholder ideerne, som er uden for tid og sted, og som er det egentlige grundlag for fænomenerne.
Platons teori om ideerne var blandt andet en reaktion på den græske filosof Heraklit (540 f.v.t - 480 f.v.t.), som sagde, at man kan ikke bade i den samme flod to gange. For det er ikke det samme vand, der er i floden, når man bader anden gang. Heraklit understregede de forandringer, der findes i de fysiske fænomener. Verden er ikke stabil og entydig. Den udgøres af en bevægelsesproces - en permanent forandring. Denne tanke udtrykkes i sætningen: "Alting flyder" (på græsk: "Panta rei" (πάντα ῥεῖ)).
Heroverfor hævdede Platon, at der findes noget, der ikke forandrer sig, nemlig ideerne. Flodens vand forandrer sig, men floden som form er den samme. Sagt med andre ord: Floden som fænomen forandrer sig, men floden som ide forandrer sig ikke.
Et eksempel på et fænomen er en rose. Der findes mange roser. En blomstermark kan indeholde tusind roser. Men alle disse roser har det tilfælles, at de tilhører arten roser. Platon udtrykker det på den måde, at de alle er delagtige i rosens ide, som er den usynlige urform for alle roser.
Ideerne er uforanderlige og evige. Og netop derfor er de virkelige. Fænomenerne er derimod foranderlige og forgængelige. De opstår, og de forgår. Og derfor der de ikke egentlig virkelige. De er ufuldkomne billeder af de evige - virkelige - ideer.
Forholdet mellem fænomen og ide kan illustreres med et andet eksempel: skønhed. Der findes mange ting, der er smukke: legemer, kunstværker, videnskaber, love, mm. Alle disse ting er - i højere eller mindre grad - delagtige i skønhedens ide, som er den sande, uforanderlige skønhed. Denne sande skønhed kan man kun se med sjælens øjne.
"Men hvad nu, hvis mennesket havde øjne til at se den sande skønhed, den guddommelige skønhed, jeg mener ren og klar og ublandet, ikke tilstoppet med urenhederne fra dødeligheden og alle farverne og forgængelighederne i menneskelivet?" 
Ordet "ide" kommer af det græske ord "eidos" (εἶδος), der betyder "det der ses" eller "syn". Det syn, som Platon her tænker på, er netop det syn, der viser sig for sjælens øjne. Ideerne kan ses af sjælens øjne, men ikke af legemets øjne, som kun kan se skyggebillederne af ideerne: fænomenerne. Denne tanke illustrerer Platon med hulelignelsen i skriftet Staten:
De fleste mennesker er som nogle væsener, der sidder i en hule og er lænket på en sådan måde, at de kun kan vende ryggen mod hulens indgang og kun kan rette blikket mod hulens bagvæg. Uden for hulen brænder der et stort lys. Mellem dette lys og hulen går nogle mænd, der bærer nogle figurer. Disse figurer kaster deres skygger ind gennem hulen mod dens bagvæg. Væsenerne i hulen ser skyggerne. Men da de aldrig har set andet end skygger, tror de, at skyggerne er virkeligheden.
Opgaven bliver nu at få befriet væsenerne fra deres lænker og få dem ført ud af hulen, så de kan se de virkelige skikkelser, og så de kan indse, at de billeder, som de så på hulens bagvæg, kun var skygger. De skal ud i virkelighedens lyse verden og ikke blive siddende i hulens mørke skyggeverden.
Platons filosofi er et klassisk eksempel på idealisme: Den egentlige virkelighed er noget åndeligt. Nærmere bestemt er der tale om objektiv idealisme: Det åndelige (ideerne) er noget, der eksisterer i sig selv, uden for mennesket - ikke noget, der kun eksisterer i menneskets bevidsthed (subjektiv idealisme).

### Sjæl og legeme
For Platon er sjælen menneskets centrum. Mennesket er sjælen, som er bærer af tanker, følelser og begær. Sjælen indeholder imidlertid modstridende kræfter. Platon sammenligner den med en kusk og to heste, en hvid og en sort. Kusken er fornuften og viljen, der forsøger at styre de to heste. Den hvide hest stræber opad mod ideernes verden, mens den sorte hest stræber nedad mod det sanselige og det jordiske. Hvis kusken er i stand til at tøjle den sorte hest og dermed kontrollere de jordiske begær og lidenskaber, så kan sjælen få et glimt af den guddommelige verden, hvor de evige ideer findes.
Sjælen bliver vurderet som højere end det fysiske legeme. Den er beslægtet med ideerne, og den er i stand til at nå op til ideernes evige rige. Legemet trækker derimod sjælen nedad. Det kan forurene sjælen med sine lave begær. Det er legemet og dets begær, der giver anledning til ulykker, krige og kampe. For eksempel kan legemet give anledning til en overfladisk fysisk kærlighed. Som en modsætning hertil opstiller Platon en åndelig kærlighed (platonisk kærlighed).
Sjælen er udødelig, mens legemet er dødeligt. Legemet går til grunde ved døden, mens sjælen lever videre. Sjælen hører ikke hjemme i fænomenernes forgængelige skyggeverden. Dens egentlige hjem er i ideernes evige verden.
Platon har med sin tanke om sjælens udødelighed haft en stor og langvarig indvirkning på vestlig filosofi. Et af Platons argumenter for sjælens udødelighed er den erindring om noget evigt og varigt, som han mener ethvert menneske er født med. Platons tanke om erindringen hænger sammen med hans tro på reinkarnation: Sjælen har levet mange liv på jorden, og derfor har den lært mange ting:
"Eftersom sjælen altså er udødelig og er født mange gange og har set både denne verden og underverdenen og alle ting, så er der ikke den ting, den ikke har lært. Derfor er der ikke noget mærkeligt ved, at den også kan erindre, hvad den tidligere har vidst, både om det gode og om meget andet." 
Den sande erkendelse ligger allerede i sjælen ved fødslen som erindring. At lære noget er derfor at erindre, hvad man allerede har lært. At lære er at genlære. Lærdommen glemmes ganske vist, når sjælen tager bolig i et legeme ved fødslen. Men lærdommen kan findes frem. Det kan ske ved hjælp af "maieutik" (jordemoderkunst, fødselshjælp). En lærer kan hjælpe sin elev til at finde sin indre viden frem - "føde" sin erkendelse - ligesom jordemoderen hjælper kvinden til at føde barnet.
I dialogen Menon lader Platon Sokrates bruge et eksempel fra geometrien til at vise sin jordemoderkunst og sin tanke om, at viden erhverves ved erindring. Sokrates stiller nogle spørgsmål om en geometrisk konstruktion til en slave, som ikke har nogen viden om geometri. Ved hjælp af forskellige spørgsmål hjælper han slaven til at finde sin indre viden frem. Denne indre viden må ligge i sjælen som en medfødt egenskab, konkluderer Sokrates. Hvis slaven ikke har fået sin viden i dette liv, så må han have fået den på et tidligere tidspunkt, siger han.

### Etik
Viden spiller også en afgørende rolle i Platons etik. Det er her en grundlæggende tanke, at det menneske, der virkelig ved, hvad det gode er, også vil gøre det. Omvendt skyldes menneskets onde gerninger uvidenhed. Som følge heraf går vejen til en etisk livsførelse gennem en forbedret erkendelse.
Den erkendelse, som Platon taler om, er ikke det, som man almindeligvis forstår ved erkendelse. Det er derimod en erkendelse, som findes dybt i sjælen. Erkendelsen sker uden for alle ord, for den lever ikke i formuleringer, men i sjælens inderste, hvor sandheden berører sjælen. Den erkendelse, der her er tale om, er dybest set erkendelsen af det godes ide. Denne ide ligger bag alle gode handlinger. I samme grad som mennesket erkender det godes ide, i samme grad handler det godt.
Det godes ide har en særstilling blandt ideerne. Platon siger, at det godes ide er ideernes ide. Den er årsagen til alle andre ideer. Den er betingelsen for al erkendelse. Ligesom solen er betingelsen for, at vi kan se alle de synlige ting, så er det godes ide betingelsen for, at vi kan "se" ideerne. Platon kommer med det godes ide tæt på et Gudsbegreb.
Ideerne danner et hierarki med det godes ide øverst. Dernæst kommer de ideer, der er af værdimæssig karakter. Det er ideer som skønhed, fromhed, retfærdighed, mod, besindighed og sandhed. Dernæst kommer de "konkrete" ideer, som er ideer for konkrete fænomener som mennesker, heste, træer, osv.
De værdimæssige ideer er "gode". Samtidig har disse ideer en høj grad af væren. Jo højere ideerne er, jo mere "virkelige" er de. Den højeste ide - det godes ide - er det mest virkelige af alt.
Omvendt har fænomenerne den laveste grad af væren. Det vil med andre ord sige, at det værdimæssige (aksiologiske) hierarki svarer til det værensmæssige (ontologiske) hierarki. Se figuren.
De værdimæssige ideer har en sådan grad af væren, at deres modsætninger ikke har væren. Der findes for eksempel ikke sådan noget som "uretfærdighedens ide". Kun retfærdighedens ide eksisterer. Hvis man derfor vil sige om Søren, at han er uretfærdig, så må man sige, at Søren ikke er delagtig i retfærdighedens ide. Det onde er ikke noget i sig selv. Det er fravær af det gode.

### Politisk filosofi
Platon brugte sit verdensbillede til at forklare sin idealstat, som han beskriver i sit hovedværk Staten. Her skitserer han, hvad der formentlig er den første utopi og den første politiske filosofi.
Ifølge Platon bør den gode stat ledes af filosoffer, for de har den største viden om det gode. Filosofferne skal sørge for at skabe den rette orden i staten; en orden der er en afspejling af den store verdensorden: kosmos.
Menneskene i staten er forskellige; de har hver deres evner og kræfter, og derfor skal de indtage den plads i samfundet, som deres natur tildeler dem. I idealstaten findes der derfor en gennemført stænderdeling, hvor ordenen skabes ved en harmonisk samordning af alle stænderne og deres virksomhed. Samfundet er opdelt i de tre hovedstænder: 1) herskere, 2) vogtere (krigere) og 3) arbejdere (håndværkere, landmænd, mv.).
Denne tankegang er direkte vendt mod demokratiet, som Platon tog afstand fra. I demokratiet er der for stor frihed for de enkelte mennesker til at gøre, hvad de vil. Resultatet vil blive uorden og slendrian. Der kommer en fare for kaos og anarki.
Som et billede på demokratiet bruger Platon en båd, hvis besætning har begået mytteri og sejler hid og did — uvidende om farerne.
Efter Sokrates´ død forsøgte Platon at finde en metode til at finde de bedste og klogeste mennesker og overbevise dem om, at de skulle regere. Han mente, at børnene skal tages fra deres forældre og opdrages af staten. Først skal de trænes fysisk med gymnastik og sport. Så bliver de sunde, så lægekunst bliver overflødig. De skal lære musik med harmoni og rytme. De skal være troende, og de skal lære filosofi. De skal igennem duelighedsprøver for at frasortere dem, der ikke egner sig til statsledelse.
Når de er fyldt 30 år, skal de i fem år oplæres i idélære, og så skal de i 15 år leve i samfundet, opleve nederlag og hårdt arbejde. De er som 50-årige endelig klar til at deltage i statsstyret. Men de må ikke have ejendom, ikke have hustruer, men kvindefællesskab, da der skal være streng eugenik (arvehygiejne) med al børneavl. Hele ordningen skal sikres i form af en lille gruppe statsvogtere (krigere) og en stor klasse af "arbejdere" (håndværkere, landmænd, mv.). Det var Platons alternativ til det athenske demokrati.

## Kritik
Den engelske filosof Alfred North Whitehead (1861-1947) skrev i sin bog Process and Reality fra 1929: "Den sikreste generelle karakteristik af Europas filosofiske tradition er, at den består af en række fodnoter til Platon". Med andre ord: Det er næsten umuligt at overvurdere Platons betydning i filosofihistorien. Han har blandt andet været en inspiration for begrebsrealismen, som spillede en stor rolle i middelalderen. Han har også været en inspirationskilde for den tyske idealisme, som blandt andre talte Georg Wilhelm Friedrich Hegel (1770-1831). Den romantiske filosofi i 1800-tallet står også i gæld til Platon. Han har med sin tanke om sjælens udødelighed udøvet en langvarig virkning på vestlig filosofi og teologi.
Alle betydelige filosoffer har måttet tage stilling til Platons idealistiske filosofi - enten med tilslutning eller afstandtagen. Her er en række filosoffer, som har forholdt sig kritisk til Platon:
Aristoteles: Den græske filosof Aristoteles (384 f.Kr.-322 f.Kr.) var en af Platons elever, og han udviklede sin filosofi under dyb indflydelse af Platon. Men han havde betydelige uoverensstemmelser med sin læremester. Aristoteles kritiserede især Platons teori om idéer og mente, at virkeligheden ikke skulle opdeles på den måde, som Platon foreslog. Aristoteles' empiriske tilgang og fokus på konkret observation stod i kontrast til Platons mere abstrakte og idealistiske tilgang.
Friedrich Nietzsche: Den tyske filosof Friedrich Nietzsche (1844-1900) kritiserede Platons filosofi for at være livsfornægtende og sagde, at Platon bidrog til at skabe en dualisme mellem det åndelige og det materielle - en dualisme som Nietzsche mente var skadelig for menneskets livsudfoldelse.
Martin Heidegger: Den tyske eksistensfilosof Martin Heidegger (1889-1976) kritiserede Platons dualisme mellem idéverdenen og den materielle verden. Han mente, at Platons dualisme var en kilde til en vestlig metafysik, som han selv forsøgte at overvinde gennem sin ontologi.
Alfred North Whitehead: Den engelske filosof og matematiker Alfred North Whitehead kritiserede Platons indflydelse på vestlig filosofi og videnskab. Han argumenterede for, at Platons opfattelse af verden som bestående af faste, uforanderlige idéer har skabt en begrænset opfattelse af virkeligheden.
Karl Popper: Den østrigske filosof Karl Poppers (1902-1994) kritik af Platon, som han fremførte i sit værk The Open Society and Its Enemies (1945), vedrørte flere sider af Platons filosofi. Popper udtrykte bekymring for Platons politiske ideer, især dem der er præsenteret i Staten. Han påpegede, at de indeholdt totalitære elementer. Han var særlig kritisk over for Platons vision om et samfund, der er baseret på en hierarkisk struktur og er ledet af en filosofkonge. Han anså et sådant samfund for at udgøre en trussel mod individets frihed.
Popper kritiserede også Platons syn på foreningen af teori og praksis, hvilket ifølge Platon betød, at filosoffer skulle være herskere. Popper advarede mod denne forening, da han mente, at det kunne føre til undertrykkelse og intolerance over for alternative synspunkter.
En anden væsentlig del af Poppers kritik var rettet mod Platons tro på faste samfundsstrukturer. Popper argumenterede for en mere åben og dynamisk opfattelse af samfundet, hvor forandringer og forbedringer kunne finde sted gennem kritik og reform.
Endelig kritiserede Popper Platons essentialistiske syn på ideer: at filosoffer kan opnå fuldstændig vished og kendskab til de sande former eller ideer. Han fremførte, at vores viden altid er begrænset og ufuldstændig, og at filosoffer bør være åbne over for at revidere deres synspunkter på baggrund af kritik og erfaring.

## Danmark
Platons filosofi har haft stor indflydelse i Danmark. I 1700-tallet og 1800-tallet blev idealismen populær i Europa, og Platons tanker om ideverdenen fandt genklang i danske intellektuelle kredse, ikke mindst hos de romantiske forfattere. Den danske filosof Søren Kierkegaard blev også påvirket af Platons tænkning, selv om han kritiserede idealismen.
Der undervises stadig i Platon på danske universiteter. I 2018 udgav den danske filosof Anne Marie Eggert Olsen bogen At forandre verden, der handler om Platons politiske filosofi.

## Forfatterskab
Omkring år 0 delte Thrasyllos Platons skrifter op i ni tetralogier (sæt af fire). (1) markerer, at der ikke er enighed blandt forskerne om, hvorvidt den pågældende dialog virkelig er skrevet af Platon, mens (2) betyder, at dialogen afgjort er uægte:
1. Euthyphron, Sokrates' forsvarstale, Kriton, Phaidon
2. Kratylos, Theaitetos, Sofisten, Politikos
3. Parmenides, Philebos, Symposion, Phaidros
4. Alkibiades I (1), Alkibiades II (2), Hipparchos (2), Elskerne (2)
5. Theages (2), Charmides, Laches, Lysis
6. Euthydemos, Protagoras, Gorgias, Menon
7. Hippias Maior (1), Hippias Minor, Ion, Menexenos
8. Kleitophon (1), Staten, Timaios, Kritias
9. Minos (2), Lovene, Epinomis (2), Brevene (1)

Følgende skrifter er ikke talt med i tetralogierne: Definitioner (2), Axiochos (2), Om retfærdigheden (2), Om dyden (2), Demodokos (2), Sisyphos (2), Eryxias (2)

### Platons elever
- Xenokrates
- Eudoxos
- Aristoteles